# Ефавіренз
Ефавіренз (EFV) — синтетичний противірусний препарат з групи ненуклеозидних інгібіторів зворотньої транскриптази для прийому всередину. Ефавіренз розроблений у лабораторії компанії «Merck & Co», і схвалений FDA для клінічного використання у 1998 році.

## Фармакологічні властивості
Ефавіренз — синтетичний противірусний препарат з групи ненуклеозидних інгібіторів зворотньої транскриптази. Механізм дії препарату полягає неконкурентному пригніченні ферменту вірусу ВІЛ-1 — зворотньої транскриптази.Ефавіренз не інгібує α-, β- та γ-ДНК-полімерази. Ефавіренз активний виключно до вірусу імунодефіциту людини І типу.

### Фармакокінетика
Ефавіренз при прийомі всередину відносно повільно всмоктується, максимальна концентрація в крові досягається протягом 3—5 годин. Біодоступність препарату складає 40—45 % при прийомі натще, після прийому жирної їжі цей показник збільшується. Ефіравенз добре зв'язується з білками плазми крові. Препарат погано проникає через гематоенцефалічний бар'єр. Ефавіренз проникає через плацентарний бар'єр та виділяється в грудне молоко. Препарат метаболізується в печінці, виводиться з організму переважно нирками у вигляді неактивних метаболітів. Період напіввиведення ефавірензу складає 52—76 години, цей час не змінюється при печінковій та нирковій недостатності.

## Показання до застосування
Ефавіренз застосовують для лікування ВІЛ-інфекції, що спричинює ВІЛ 1 типу виключно в складі комбінованої терапії у дорослих та дітей. Монотерапію препаратом не проводять у зв'язку з швидким розвитком резистентності ВІЛ до препарату.

## Побічна дія
При застосуванні ефавірензу можливі наступні побічні ефекти:
- Алергічні реакції — дуже часто (згідно даних клінічних досліджень у 15—27 % випадків застосування препарату) висипання на шкірі; часто (1—10 %) свербіж шкіри; нечасто (0,1—1 %) кропив'янка, гарячка, синдром Стівенса-Джонсона, синдром Лаєлла, анафілактичний шок.
- З боку травної системи — часто (1—10 %) нудота, блювання, діарея, біль в животі, зниження апетиту; нечасто (0,1—1 %) панкреатит, гепатит, жовтяниця.
- З боку нервової системи — побічні явища з боку нервової системи виникають згідно даних клінічних досліджень у 52 % випадків застосування препарату (частіше у перші два дні прийому препарату) та можуть стати причиною відміни ефавірензу у 2—5 % випадків. Часто (1—10 %) спостерігають головний біль, запаморочення, порушення сну, сонливість або безсоння, патологічні сновидіння, порушення концентрації уваги, депресія, тривога; нечасто (0,1—1 %) парестезії, периферичні нейропатії, порушення мислення, атаксії, порушення координації рухів, галюцинації, суїцидальне мислення та спроби самогубства, агресія.
- З боку опорно-рухового апарату — із невідомою частотою остеонекроз (частіше у пацієнтів з груп ризику).
- Інші побічні ефекти — нечасто ліподистрофія, лактатацидоз, цукровий діабет, гінекомастія.
- Зміни в лабораторних аналізах — часто (1—10 %) підвищення активності амінотрансфераз, гаммаглютамілтранспептидази (ГГТП), ліпази в крові; нечасто гіперглікемія, гіпертригліцеридемія, гіперхолестеринемія.

Під час проведення комбінованої антиретровірусної терапії у хворих зростає ймовірність лактатацидозу та гепатонекрозу. При проведенні ВААРТ у хворих зростає ймовірність розвитку серцево-судинних ускладнень, гіперглікемії та гіперлактемії. Під час проведення ВААРТ зростає ймовірність синдрому відновлення імунної системи із загостренням латентних інфекцій.

## Протипоказання
Ефавіренз протипоказаний при підвищеній чутливості до препарату, печінковій недостатності, вагітності та годуванні грудьми. Препарат не застосовується разом із астемізолом, цизапридом, терфенадином, мідазоламом, пімозидом, бепридилом, рифапентином, алкалоїдами ріжків та препаратами звіробою.

## Форми випуску
Ефавіренз випускається у вигляді таблеток та желатинових капсул по 0,05; 0,2 та 0,6 г. Ефавіренз разом із тенофовіром та емтрицитабіном входить до складу комбінованого препарату Атріпла.